# Érintés (televíziós sorozat)
Az Érintés (eredeti cím: Touch) 2012-ben bemutatott amerikai televíziós sorozat. A műsor alkotója Tim Kring, a történet pedig egy édesapáról és annak autista fiáról szól, aki a matematika segítségével képes belelátni múltba, jelenbe és jövőbe. A főbb szereplők közt megtalálható Kiefer Sutherland, Gugu Mbatha-Raw, David Mazouz, Danny Glover és Lukas Haas.
A sorozatot az Amerikai Egyesült Államokban a Fox adta le 2012. január 25. és 2013. május 10. között. Magyarországon az RTL II mutatta be 2013. október 13-án.

## Cselekmény
Martin Bohm egykori riporter, akinek felesége a 2001. szeptember 11-ei terrortámadás áldozata lett. Martin így egyedül, állásból állásba vábdorolva kénytelen nevelni egyedül fiát, a 11 éves, autista, néma Jake-et. A fiú megszállotja a matematikának, mindenhova számokat ír és többször is megszökött speciális iskolákból, ami miatt a családvédelmisek vizsgálatot indítanak a felügyeletéért, Clea Hopkinst vezetésével. Közben Martin próbálja megérteni Jake számok iránti rajongását, ami Arthur Teller professzorhoz vezeti őt. Teller professzor elmélete szerint Jake azon kevesek egyike, akik látják "az univerzum fájdalmát", a számokkal pedig olyan embereket jelöl meg, akiknek valamilyen okból kifolyólag találkozniuk kell egymással.

## Szereplők
| Szereplő          | Színész           | Magyar hang |
| ----------------- | ----------------- | ----------- |
| Martin Bohm       | Kiefer Sutherland | Fekete Ernő |
| Arthur Teller     | Danny Glover      | Papp János  |
| Jacob "Jake" Bohm | David Mazouz      |             |
| Clea Hopkins      | Gugu Mbatha-Raw   |             |
| Lucy Robbins      | Maria Bello       |             |
| Amelia Robbins    | Saxon Sharbino    |             |
| Calvin Norburg    | Lukas Haas        |             |
| Guillermo Ortiz   | Saïd Taghmaoui    |             |

## Epizódok
| Évad | Évad | Részek száma | Részek száma | Eredeti sugárzás | Eredeti sugárzás     | Eredeti adó | Magyar sugárzás     | Magyar sugárzás   | Magyar adó |
| Évad | Évad | Részek száma | Részek száma | Évadbemutató     | Évadzáró             | Eredeti adó | Évadbemutató        | Évadzáró          | Magyar adó |
| ---- | ---- | ------------ | ------------ | ---------------- | -------------------- | ----------- | ------------------- | ----------------- | ---------- |
|      | 1.   | 13           | 13           | 2012. január 25. | 2012. szeptember 24. | FOX         | 2013. október 13.   | 2014 augusztus 8. | RTL II     |
|      | 2.   | 13           | 13           | 2013. február 8. | 2013. május 10.      | FOX         | 2014. augusztus 15. | 2014. november 7. | RTL II     |

## Jelölések
| Év   | Díj                 | Kategória                                                      | Jelölt            | Eredmény |
| ---- | ------------------- | -------------------------------------------------------------- | ----------------- | -------- |
| 2012 | Primetime Emmy-díj  | Legjobb eredeti főcímzene                                      | Érintés           | Jelölve  |
| 2012 | Primetime Emmy-díj  | Legjobb különleges, vizuális effektek (egy évad vagy tévéfilm) | Érintés           | Jelölve  |
| 2012 | Teen Choice Awards  | Legjobb drámasorozat                                           | Érintés           | Jelölve  |
| 2012 | Teen Choice Awards  | Legjobb színész drámasorozatban                                | Kiefer Sutherland | Jelölve  |
| 2013 | Young Artist Awards | Legjobb fiatal főszereplő színész televíziós sorozatban        | David Mazouz      | Jelölve  |